# Bistrica (miasto Belgrad)
Bistrica (cyr. Бистрица) – wieś w Serbii, w mieście Belgrad, w gminie miejskiej Lazarevac. W 2011 roku liczyła 441 mieszkańców.